# Fiktives Baujahr
Fiktives Baujahr ist im Bauwesen nicht mehr das ursprüngliche Baujahr eines Gebäudes, sondern das sich aufgrund einer wesentlichen Sanierung (insbesondere Kernsanierung) durch die längere Restnutzungsdauer ergebende Baujahr.
Bei Immobilien kann nach einer Sanierung oder einer Gebäudeinvestition die Restnutzungsdauer (RND) zunehmen. Dies kann durch Verjüngung des Baujahres auf Basis einer Berechnung in den Bewertungsverfahren entsprechend berücksichtigt werden. Im Sachwertverfahren sind Verlängerungen der RND mit fortschreitender Nutzungsdauer von immer geringerem Einfluss auf den Wert, da das Verhältnis des Grundanteiles im Zeitverlauf zum Wert des Baukörpers maßgeblich zunimmt. Am Ende der RND besteht rechnerisch nur noch der Grundwert. Je nach Bezugsfertigkeit des Gebäudes oder durch Veränderungen, welche die gewöhnliche Nutzungsdauer des Gebäudes verändern, ändert sich damit auch die Restnutzungsdauer, sodass es zu Modifikationen bei der Berechnung kommen kann.
Im Gegensatz dazu nimmt im Ertragswertverfahren die Bedeutung der RND erheblich zu, da der Vervielfältiger zur Barwertberechnung maßgeblich von RND und Kapitalisierungszinssatz abhängt. Verlängert sich beispielsweise die RND durch eine Sanierungsmaßnahme von 5 Jahren auf 10 Jahre, steigt der Ertragswert um 100 %. Folglich kommt der exakten Feststellung des fiktiven Baujahres bzw. der RND nach einer Investition oder Sanierung, vor allem bei Ertragswertverfahren, eine erhebliche Bedeutung zu.

## Berechnung

### Fiktives Baujahr nach Hofstätter
Die Auswirkungen einer Investition oder Sanierung einer Liegenschaft auf die RND kann unter anderem mit einer Formel berechnet werden.

Werden während der Gesamtnutzungsdauer zu verschiedenen Zeitpunkten Investitionen oder Sanierungen durchgeführt, ist die entsprechende Formel pro Zeitpunkt {\displaystyle t_{Inv}} in chronologischer Reihenfolge anzuwenden. Die {\displaystyle RND_{t_{Inv}}} basiert dann auf dem zuvor berechneten fiktiven Baujahr und nicht mehr auf dem ursprünglichen Baujahr.
Sind die exakten Investitions- oder Sanierungskosten nicht bekannt, können bei Wohn- und Geschäftsliegenschaften die anteiligen Herstellungskosten laut Baufortschrittsbericht (Liegenschaftsbewertung, Heimo Kranewitter, 6. Auflage, MANZ, 2010) herangezogen werden.
Formel zur Berechnung des fiktiven Baujahres nach Hofstätter:
{\displaystyle {\begin{aligned}{\text{1. }}&{\text{Berechnung }}RND{\text{:}}\\&{\text{wenn }}\left({\dfrac {{\dfrac {HK}{GND}}\cdot RND_{t_{Inv}}+K_{Inv}}{\dfrac {HK}{GND}}}\right)>GND;RND=GND;RND\\{\text{2. }}&{\text{Berechnung }}BJ_{fiktiv}\\&(t_{Inv}+RND)-GND=BJ_{fiktiv}\end{aligned}}}
- {\displaystyle BJ_{fiktiv}} = Baujahr fiktiv,
- {\displaystyle HK} = Herstellungskosten,
- {\displaystyle GND} = Gesamtnutzungsdauer,
- {\displaystyle RND} = Restnutzungsdauer,
- {\displaystyle RND_{t_{Inv}}} = Restnutzungsdauer zum Zeitpunkt der Investition oder Sanierung,
- {\displaystyle K_{Inv}} = Investitionskosten oder Sanierungskosten,
- {\displaystyle BJ} = Baujahr

### Standardmodell der AGVGA/NRW
In der Anlage III des Sachwertmodells zur Ableitung von Marktanpassungsfaktoren in NRW werden für die Durchführung von verschiedenen Modernisierungsmaßnahmen nach einem Punkteraster Punkte von 0 bis 3 vergeben. Die Summe der vergebenen Punkte reicht von 0 (nicht modernisiert) bis 20 (umfassend modernisiert). Folglich kann aus den Tabellen die modifizierte RND des Gebäudes abgelesen werden.